# Orianthi Panagaris
Orianthi Panagaris Retta (Adelaida, Australia Meridional; 22 de enero de 1985) es una cantante y guitarrista australiana de ascendencia griega, popular por su trabajo con Michael Jackson como parte de la gira This Is It y con Alice Cooper como guitarrista de su banda de gira. También editó un álbum de estudio junto al ex-guitarrista de Bon Jovi Richie Sambora, con el que formó el dueto RSO.

## Carrera

### Inicios
Panagaris demostró talento desde su temprana niñez, aprendió a tocar piano a los tres años, la guitarra acústica a los seis años, comenzó a dominar la guitarra eléctrica cuando tenía once años y dejó la escuela a los 15 para centrarse en escribir canciones y tocar.
Su primera gran experiencia fue compartir escenario con el músico Steve Vai a los 15 años. Orianthi tuvo la oportunidad de conocer y tocar con Carlos Santana cuando tenía 18 años en su ciudad natal. El hermano de Carlos Santana organizó un pequeño sound check entre Orianthi y el propio Carlos después de escuchar algo de su música. Aquella pequeña jam se convierte en una invitación a unirse a él, en el escenario donde Orianthi toca durante aproximadamente 35 minutos e incluso tuvo un solo frente a su público.
Orianthi pasa a formar parte de un prestigioso grupo de guitarristas tales como Eddie Van Halen, Steve Vai, Santana, Tony Macalpine, Richie Kotzen, Richie Sambora, Steve Stevens, Jennifer Batten y Larry Carlton.
Orianthi firmó con Geffen Records, y vive actualmente en Los Angeles-USA. Orianthi ha tocado con Prince, ha ido a conciertos y giras con Alice Cooper, ha estado en gira con Steve Vai e hizo un videoclip Highly Strung, hizo un videoclip para Panasonic de alta definición, tiene una canción en la película Bratz, ha compartido escenario con Carlos Santana, ha acompañado a Eric Clapton en el Crossroads Guitar Festival, apareció en la sección de negocios del New York Times en la promoción de productos ecológicos para guitarras acústicas. y fue elegida por Michael Jackson para la gira This Is It.

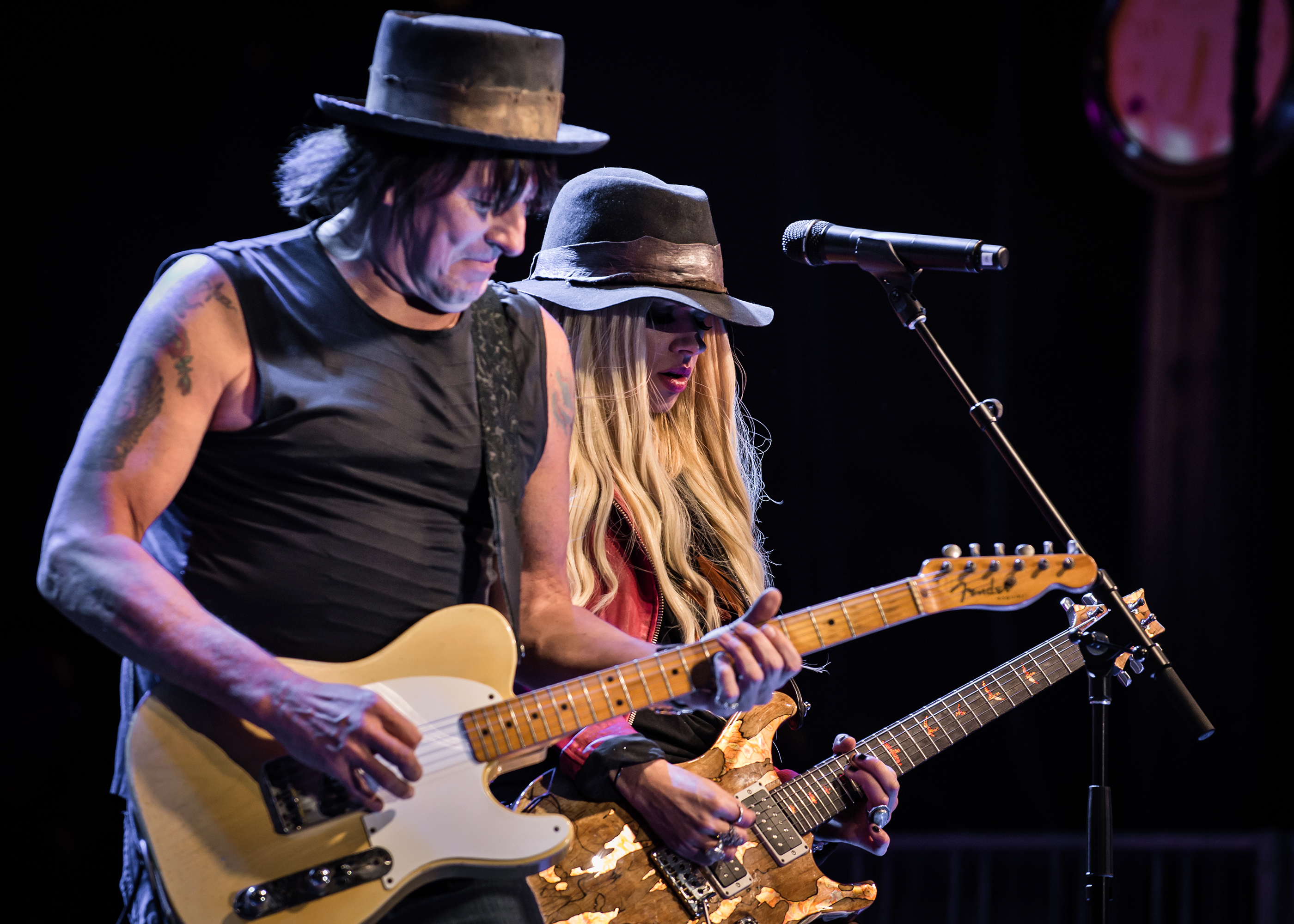
Orianthi actuando junto a Richie Sambora en 2017.

Orianthi es patrocinadora de ENGL Amps y PRS Guitars, teniendo su propio modelo signature (aunque de la serie SE) siendo novedad para el catálogo 2010, la PRS Orianthi. Aunque como podrás comprobar a través de diversos vídeos y fotos, la colección de PRS de Orianthi debe ser extensa e incluye algunos modelos específicos que estamos seguros no son de la série SE y en los que el mismo Paul Reed Smith ha intervenido
También apareció en la 51ª edición de los Grammys como guitarrista líder de Carrie Underwood.
En los Grammy, Underwood invitó a Orianthi a convertirse en miembro de su banda.
La discografía de Orianthi incluye, “Violet Journey”,. en el 2006, seguido por el segundo álbum de nombre "Believe" del cual el primer sencillo "According To You" fue lanzado el primero de octubre del 2009. el tercero álbum "Believe II" lanzado el 2010, del cual se encuentra "According to you" y "Shut up and Kiss me". En marzo de 2013 se lanzó "Heaven In This Hell". donde su primer sencillo "Frozen" resultó todo un éxito. Sin embargo, el primer EP antes de los mencionados fue Under The Influence en 1999.
Orianthi con una oferta de Michael Jackson, para que fuera su guitarrista en los conciertos en el O2 Arena en Londres This Is It.
Orianthi fue guitarrista de Michael Jackson y estuvo presente en todos los ensayos de su tour This Is It antes de su muerte. Ella tocó y cantó en el monumento conmemorativo de Jackson el 7 de julio de 2009 con Viviana, una de las mejores guitarristas.
En 2011 fue contratada por Alice Cooper para que fuera su guitarrista principal durante la gira de su último álbum, Welcome 2 My Nightmare. En 2014 ha realizado varias actuaciones junto a Richie Sambora, destacando la gira europea que realizaron en los meses de junio y julio para promocionar el álbum Aftermath of the Lowdown de Sambora, editado en 2012. El guitarrista tuvo palabras de elogio para la joven, sobre quien aseguró que canta y compone muy bien, e incluso la considera mejor guitarrista que él. Antes de esto, en marzo, realizó una minigira por Alemania con Alice Cooper. Ese mismo año Orianthi colaboró en la composición y grabación del nuevo álbum de Sambora, que podría lanzarse en navidades. Más tarde se supo que ella y Richie Sambora habían iniciado un romance.
En 2017 editó un álbum de estudio junto a Richie Sambora, Rise. Ambos se unieron en un dueto bajo el nombre comercial de RSO. Este álbum debutó en el nº6 de la lista rock de iTunes.

### Reconocimiento

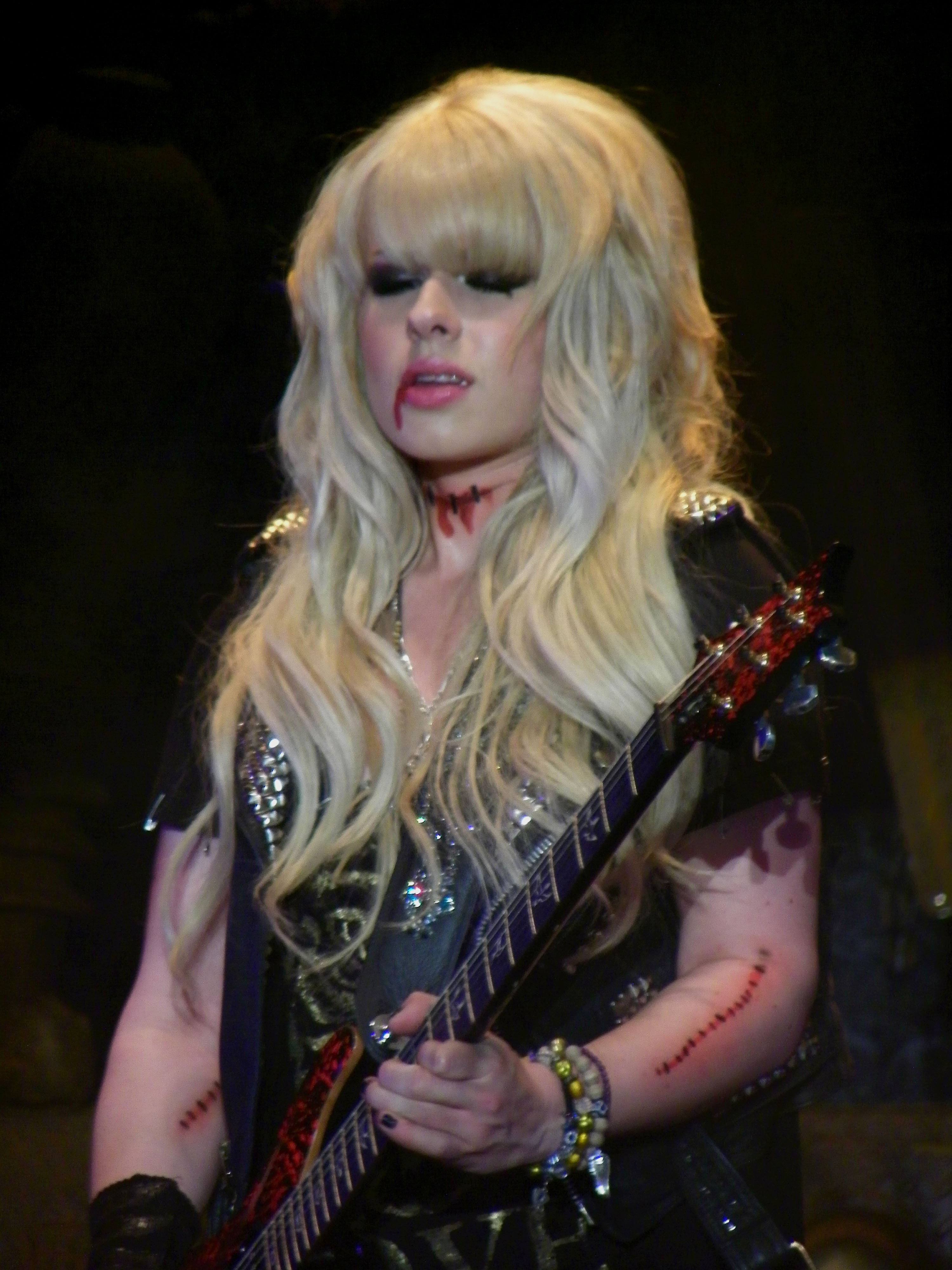
Orianthi de gira con Alice Cooper en 2011.

A los 25 años de edad, Orianthi ya ha experimentado lo que la mayoría de los músicos sólo pueden soñar. Estar en contacto con su héroe, Steve Vai, que le respalda apareciendo en un tema y videoclip, compartir escenario con leyendas, Carlos Santana y Alice Cooper, ser elegida por el rey del pop, Michael Jackson, para unirse a lo que iban a ser su próximos conciertos.
"Mis influencias han sido Carlos Santana, Steve Vai, Stevie Ray Vaughan, Al Di Meola, B.B King, Joe Satriani, Tommy Emmanuel y Eric Clapton. Vocalmente fui inspirada por LeAnn Rimes, Alanis Morrisette y Michelle Branch. Me gusta escuchar a MJ, Nickelback, Thriving Ivory, Johnny Hiland, Keith Urban, Rascal Flatts, Gavin DeGraw, Darren Hayes, Rob Thomas y Daughtry" relata.
Michael Jackson ordena llamar a Orianthi con una oferta para que fuera su guitarrista en los conciertos en el O2 Arena en Londres (This Is It). Cuando se le ofreció entrar a formar parte de la banda de directo de Michael Jackson, Orianthi pasa a formar parte de un prestigioso grupo de guitarristas tales como Richie Sambora, Eddie Van Halen, Steve Vai, Santana, Tony Macalpine, Richie Kotzen, Irene Ketidi, Steve Stevens, Jennifer Batten y Larry Carlton. Lamentablemente, los conciertos programados nunca tendrían lugar y el mundo de la música pierde uno de sus iconos más representativos e idolatrados. “Trabajar con Michael fue una experiencia que cambia la vida”, comenta Orianthi, “no sé exactamente porqué me eligió a mi, pero le encantaron mis vídeos de Youtube. Tenía un montón de guitarristas donde elegir, pero entré y toque el solo de “Beat it”. Sonrió, se levantó y me cogió del brazo y empezamos a caminar por el escenario y dijo…-puedes tocar para mi?. Él hizo que confiara en mi mucho más y aprendí mucho, porque la mayoría de las partes eran acordes y ritmos funky, no solo"

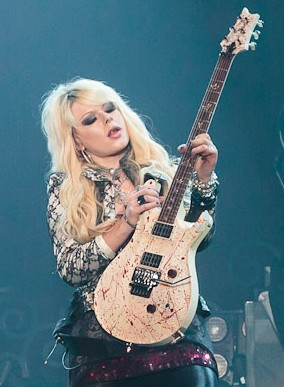
Orianthi durante la gira Welcome 2 My Nightmare.

Su historia comienza en Adelaida, en el extremo sur de Australia, donde, a la edad de seis años, cuando Orinathi Panagaris empieza a tocar la guitarra acústica y a interesarse por la colección de discos de su padre. “Jimi Hendrix, Eric Clapton, Cream, Santana …eran guitarristas, pero a la vez compositores, no meros intérpretes. Crece en los años 80, una década recordada por la aparición de muchos grandes héroes de la guitarra, Orianthi escucha también a grupos como Whitesnake, Van Halen y Def Leppard. Su padre, que solía tocar en una banda griega, tenía muchos de los instrumentos esparcidos por la casa, por lo que no tendría que pasar mucho tiempo antes de que Orianthi tocara su primer acorde hasta que dominar las seis cuerdas se convirtió en algo natural.“Cuando yo tenía 11 años, Carlos Santana tocó en Adelaida y el show me impactó realmente”, relata. “Yo le pedí a mi padre que me comprara una guitarra de segunda mano, una guitarra eléctrica, para que yo pudiera ser como Carlos, no más acústicas. Después quise comprar todos los videos de Carlos – en VHS! - que rebobinaba continuamente para aprenderme sus solos, hasta que destrocé todas las cintas" comenta.
Desde los 14 años toca en diferentes bandas en Inglaterra y Francia y a los 15 años toca como grupo telonero de Steve Vai. Unos siete años después de su primera visita y cuando Orianthi contaba con 18 años, Carlos Santana vuelve a Adelaida de nuevo, el hermano de Carlos Santana, organizó un pequeño sound check entre Orianthi y el propio Carlos después de escuchar algo de su música. Aquella pequeña jam se convierte en una invitación a unirse a él en el escenario donde Orianthi toca durante aproximadamente 35 minutos e incluso tuvo un solo frente a su público.
Actuaciones, giras y apariciones como invitado con Steve Vai, ZZ Top, Prince y Alice Cooper han mantenido ocupada a Orinathi hasta ahora. Sin embargo, la guitarra, por sí sola, está muy lejos de ser el único medio de expresión de Orianthi. Antes de recibir la llamada del Rey del Pop, Orianthi ya había estado trabajando duro en el lanzamiento de su último disco, “Believe”, en el que canta, escribe y dirige su propia banda. Firma con Geffen Records, y trabaja con el veterano representante de A & R Ron Fair y el productor Howard Benson (All American Rejects, Daughtry, My Chemical Romance, Three Days Grace), su fuerte carácter interpretativo se ha abierto paso en sus propias composiciones. Actúa en el Eric Clapton Crossroads Festival y es nombrada una de las mejores 12 guitarristas femeninas.
Orianthi engloba gran potencia en cada fraseo, pero es su propia forma de tocar lo que lleva su marca registrada de rock a un nivel totalmente nuevo. Canciones como “Suffocated” y “Think like a man” son temas de rock casi emblemáticos que recuerdan en cierta forma a Evanescence, Avril Lavigne o Paramore. El primer single “According to you” llega a alcanzar el #6 en las listas australianas y el #26 en los USA.

## Discografía

### Como solista
- Violet Journey (2007)
- Believe (2009)
- Heaven in This Hell (2013)
- O (2020)
- Live From Hollywood (2022)
- Rock Candy (2022)

### ConRSO
- Radio Free America (2018)